# Ciclo dei Robot
Il Ciclo dei Robot è un insieme di racconti e romanzi di fantascienza dello scrittore Isaac Asimov.
Il ciclo è suddiviso fra i racconti dei robot positronici, collocati in un futuro prossimo e incentrati sull'invenzione degli automi e sui tecnici robotici, e i romanzi degli Spaziali, ambientati in un futuro più remoto e che narrano dei rapporti fra gli emigrati nelle Colonie Spaziali e i Terrestri, storia nella quale i robot giocheranno un ruolo chiave.

## I racconti dei robot
I racconti nascono dall'invenzione del cervello positronico e l'enunciazione delle tre leggi della robotica, a cui i robot positronici devono necessariamente sottostare. Sono ambientati in un futuro prossimo, precedente a quello dell'esplorazione spaziale extra-solare (l'invenzione di un motore ultraluce è narrata in uno dei racconti, Meccanismo di fuga), e il loro meccanismo narrativo si basa sui punti di debolezza delle tre leggi (non sempre) e sulla istintiva mancanza di fiducia degli esseri umani nei confronti dei robot, quella che Asimov stesso chiama il "complesso di Frankenstein".
Molti dei racconti hanno come protagonista la robopsicologa Susan Calvin oppure i collaudatori Gregory Powell e Mike Donovan della U.S. Robots and Mechanical Men, e sono caratterizzati da un tono ironico e un intento comico, anche se spesso nella trama sono presenti elementi del giallo.
Intrecciati alternamente a essi a volte viene ritrovata la figura del Multivac (leggi qui per l'elenco racconti), supercomputer governativo, dalla mente simile a quella dei robot positronici, se non più evoluta, dato che a volte presenta sentimenti umani.

### Temi
I racconti, nati indipendentemente dal Ciclo di cui sono successivamente venuti a fare parte, sono solo debolmente legati fra loro e con i romanzi che si collocano più avanti nel futuro. Le incongruenze non mancano: nel racconto Tricentenario il presidente degli Stati Uniti è sostituito da un androide, come anche nel racconto La prova o L'uomo bicentenario, sono presenti robot indistinguibili dagli umani, mentre le fattezze di R. Daneel Olivaw saranno una sorpresa nel romanzo Abissi d'acciaio, collocato duemila anni nel futuro.
È interessante però notare che alcuni temi che diventeranno fattori chiave dei romanzi del Ciclo dei Robot e del Ciclo della Fondazione siano anticipati nei racconti: un robot telepate e i suoi dilemmi sono protagonisti di Bugiardo!, un robot che simula una natura umana raggiunge il potere supremo sempre in La prova, le ragioni per la creazione della legge zero della robotica sono presentate in Conflitto evitabile.
Tenendo conto di quanto appena detto alcuni dei racconti presenti nelle antologie (soprattutto in quelli di Tutti i miei robot), devono essere necessariamente messi da parte per non generare un reale sconvolgimento all'interno della linea cronologica dell'Universo della Fondazione. Esempi lampanti sono Se saremo uniti, dove la Guerra Fredda dura da ormai cento anni e dieci robot umanoidi trasportano i componenti di una bomba per compiere un attentato (quindi le stesse Tre leggi vengono trascurate); Vittoria involontaria, dove si parla di vita endemica su Giove; Straniero in paradiso, dove si prende per Anno Zero la data della fine di un immaginario conflitto (probabilmente la terza guerra mondiale) che ha cambiato completamente il modo di pensare degli esseri umani ad esso sopravvissuti; Sally, dove un'automobile con cervello positronico uccide un essere umano; Il Segregazionista, dove un robot medico è contrario ai trapianti di organi artificiali negli umani.

#### Complesso di Frankenstein
Il complesso di Frankenstein, dal nome di Victor Frankenstein creatore del Mostro di Frankenstein nel romanzo di Mary Shelley, è la paura che una macchina possa ribellarsi contro il proprio creatore.

### Opere
I racconti del Ciclo sono pubblicati in Italia principalmente nelle raccolte
- Io, robot (I, Robot - 1950)
- Il secondo libro dei robot (The rest of the robots - 1964)[2]
- Antologia del bicentenario (The Bicentennial Man and Other Stories, 1976)

Agli inizi degli anni '80 Asimov si decise a raccogliere tutti i suoi racconti fondamentali sui robot in un unico libro
- Tutti i miei robot (The Complete Robot - 1982) esso è indicato dallo stesso Asimov come la raccolta dei racconti fondamentali al continuum della "storia futura":

#### Elenco pubblicazione racconti
- Robbie (Robbie, 1940) — Io, robot (Primo racconto in assoluto sui robot positronici e sulla U.S. Robots)
- Essere razionale (Reason, 1941) — Io, robot (Primo racconto in cui compare la coppia Powell e Donovan)
- Bugiardo! (Liar!, 1941) — Io, robot (Primo racconto in cui compare Susan Calvin e la Prima Legge della Robotica)
- AL-76 (Robot AL-76 Goes Astray, 1942) — Il secondo libro dei robot
- Vittoria involontaria (Victory Unintentional, 1942) — Il secondo libro dei robot (Il primo racconto arrivato in Italia, 1953)[3]
- Circolo vizioso (Runaround, 1942) — Io, robot (prima enunciazione di tutte e tre le Leggi della Robotica)
- Iniziativa personale (Catch That Rabbit!, 1944) — Io, robot
- Meccanismo di fuga (Escape!, 1945) — Io, robot (Ultimo racconto in cui compare la coppia Powell e Donovan)
- La prova (Evidence, 1946) — Io, robot
- Il robot scomparso (Little Lost Robot, 1947) — Io, robot
- Conflitto evitabile (The Evitable Conflict, 1950) — Io, robot
- Soddisfazione garantita (Satisfaction Guaranteed, 1951) — Il secondo libro dei robot
- Sally (Sally, 1953) — Antologia personale
- Rischio (Risk, 1955) — Il secondo libro dei robot
- La prima legge (First Law, 1956) — Il secondo libro dei robot
- Se saremo uniti (Let's Get Together, 1957) — Il secondo libro dei robot
- Il correttore di bozze (Galley Slave, 1957) — Il secondo libro dei robot
- Lenny (Lenny, 1958) — Il secondo libro dei robot
- Il Segregazionista (Segregationist, 1967) — Antologia personale
- Intuito femminile (Feminine Intuition, 1969) — Antologia del bicentenario
- Immagine speculare (Mirror Image, 1972) — Il meglio di Asimov (racconto intermedio ai romanzi con Elijah Baley)
- Luciscultura (Light Verse, 1973) — Testi e note
- Straniero in paradiso (Stranger in Paradise, 1974) — Antologia del bicentenario
- Che tu te ne prenda cura (—That Thou Art Mindful of Him, 1974) — Antologia del bicentenario
- Il fedele amico dell'uomo (A Boy's Best Friend, 1975) — Tutti i miei robot
- L'uomo bicentenario (The Bicentennial Man, 1976) — Antologia del bicentenario
- Tricentenario (The Tercentenary Incident, 1976) — Antologia del bicentenario
- Sogni di robot (Robot Dreams, 1986) — Sogni di robot (Ultimo racconto in cui compare Susan Calvin)
- Natale senza Rodney (Christmas Without Rodney, 1988) — Visioni di robot
- Così non va (Too Bad!, 1989) — Visioni di robot
- Visioni di robot (Robot Visions, 1990) — Visioni di robot

Da notare che nelle antologie i racconti sono stati ordinati in maniera completamente differente, per dare un senso di linearità temporale al filo conduttore di tutta la trama.

## I romanzi degli Spaziali
I romanzi sono collocati temporalmente circa duemila anni nel futuro, quando gli emigrati dalla Terra avranno fondato le prospere Colonie Spaziali, e narrano dei rapporti fra gli Spaziali e i Terrestri, e del ruolo che i robot rivestiranno nell'evoluzione dell'umanità.
L'intera saga è composta da quattro romanzi:
- Abissi d'acciaio (The Caves of Steel - 1954)
- Il sole nudo (The Naked Sun - 1957)
- I robot dell'alba (The Robots of Dawn - 1983)
- I robot e l'Impero (Robots and Empire - 1985)

e dal racconto Immagine speculare (Mirror Image - 1972), in Italia pubblicato ne Il meglio di Asimov che si colloca fra il secondo e il terzo romanzo.
Sia i romanzi che il racconto sono polizieschi a sfondo fantascientifico.
Nei primi tre romanzi e nel racconto il protagonista è Elijah Baley, un investigatore terrestre che si trova a dovere indagare su omicidi che hanno in qualche modo a che fare con i già delicati rapporti tra la Terra e i "Mondi spaziali".
Lo aiuta in queste investigazioni un suo collega spaziale R. Daneel Olivaw, dove la R sta a significare robot, che prenderà il posto di Elijah come protagonista dell'ultimo libro del ciclo, la cui azione è ambientata duecento anni nel futuro rispetto ai primi tre libri.
Il personaggio di R. Daneel Olivaw è anche l'anello di collegamento con il Ciclo della Fondazione, altro celebre ciclo asimoviano; il robot, infatti, compare anche nei romanzi Preludio alla Fondazione, Fondazione anno zero, Fondazione e terra.

### Il libro
Tutti i romanzi del ciclo degli Spaziali sono anche raccolti in un unico volume edito da Arnoldo Mondadori Editore.
L'introduzione di Riccardo Valla è un'interessante cronistoria dell'autore Isaac Asimov che amava spesso auto-raccontarsi.

#### Edizioni
- Isaac Asimov, Ciclo dei robot, collana I Massimi della Fantascienza, Arnoldo Mondadori Editore, 1989,  p. 911, ISBN 88-04-32968-8.

## Contributi di altri scrittori
La trilogia del “Calibano di Asimov” viene pubblicata tra il 1993 e il 1996 da Roger MacBride Allen, scrittore di fantascienza fattosi da poco apprezzare con L'anello di Caronte (1991), romanzo con il quale apriva un'apprezzata trilogia di hard science fiction. Benché i romanzi della saga di Allen escano posteriormente alla scomparsa di Asimov quest'ultimo aveva ampiamente autorizzato il suo collega a realizzare la trilogia e aveva con lui discusso dei dettagli dell'opera.
Le vicende sono ambientate circa un secolo dopo gli avvenimenti de I robot e l'Impero, e vedono i terrestri avviare una nuova fase di colonizzazione nello spazio alternativa a quella attuata dagli Spaziali. Lo scenario è il pianeta Inferno, oggetto di un complesso lavoro di terraformazione, e il tema è quello di nuovi robot che stanno sostituendo in alcuni compiti più complessi quelli positronici: si tratta di robot gravitonici, con una struttura elettrocerebrale completamente differente dalla precedente per consentire lo sviluppo di nuove Leggi della Robotica. Calibano, il robot da cui il titolo del primo romanzo Il Calibano di Asimov (Mondadori, 1994) e per estensione informalmente dell'intera trilogia, è un robot sperimentale privo di ogni tipo di legge e sviluppato allo scopo di analizzarne la crescita mentale artificiale.
Il primo romanzo entra subito nel merito della storia presentando il protagonista lo sceriffo Kresh e il suo assistente robot Donald, un omaggio alla più celebre coppia inventata da Asimov, quella Baley-Oliwav che è stata protagonista dei primi tre romanzi della saga dei robot. Anche qui la questione alla base è un omicidio, o meglio un tentato omicidio verso la roboticista Fredda Leving, a capo dell'équipe che sta sviluppando i robot con le Nuove Leggi della Robotica. I sospetti cadono su Calibano, il robot sperimentale fuggito dai laboratori di sviluppo, e le indagini procedono in un clima di sospetto, tensione e caos sociale provocato dalla conflittuale dicotomia tra robot e umani, finché Calibano verrà individuato ma poi scagionato da ogni accusa.
Con L'Inferno di Asimov e il conclusivo L'Utopia di Asimov la trilogia assume più complesse sfumature di fantapolitica, recuperando i temi dello scontro sociale dipinti da Asimov nella sua saga originale. Il conflitto tra Colonizzatori e Spaziali, tra umani e robot, e tra i robot dotati delle Nuove Leggi e quelli vecchi, pone quasi sullo sfondo le trame investigative di solito alla base dei romanzi. Nel terzo capitolo, lo sceriffo Kresh è assurto alla carica di governatore di Inferno e ha sposato la roboticista Leving, e lo scontro tra le Leggi vecchie e nuove giunge a un apice di drammaticità nel momento in cui Calibano e Prospero (uno dei primi robot dotati di Nuove Leggi) si confronteranno sul rispetto della Prima Legge, quella fondamentale che prevede la salvaguardia della vita umana.
MacBride Allen, con questa trilogia, crea l'ideale continuatore della produzione asimoviana: diversamente dalla successiva trilogia delle Fondazioni, Second Foundation Trilogy di Benford, Bear e Brin, la trilogia di MacBride Allen si rivela rispettosa e scrupolosa dell'eredità di Asimov, riprendendo e sviluppando con logica consequenzialità le tematiche fondamentali della produzione del Buon Dottore. La trilogia si pone quindi in maniera eccellente come seguito della saga dei robot che terminava con I robot e l'Impero e garantisce anche la continuità dell'ampio affresco futurista dipinto da Asimov con i suoi tre cicli fondamentali (Robot-Impero-Fondazioni) e non emerge la voglia di piegare la narrativa di Asimov ai propri temi, come invece altri autori di maggior successo hanno inevitabilmente tentato di fare.